# 青山暁
青山 暁（あおやま さとる、1960年7月24日 - ）は、日本の政治家。兵庫県議会議員。元芦屋市議会議員（2期）。

## 来歴
兵庫県芦屋市出身。芦屋市立岩園幼稚園、芦屋市立岩園小学校、芦屋市立山手中学校、兵庫県立芦屋高等学校を経て立命館大学経済学部卒。
1984年、三共生興株式会社入社ののち子会社社長を歴任。
2011年4月、芦屋市議会議員選挙に立候補し、915票を得て初当選（任期は同年6月11日から）。芦屋選挙史上初の1票差当選となる。無所属で活動。
2019年4月、1,258票を得て2度目の当選。無所属で活動。第83代、並びに第84代副議長に2年連続で就任。
2023年4月9日に行われた兵庫県議会議員選挙にて日本維新の会公認で立候補し当選。16,067票。
2024年兵庫維新の会総務会長に就任。
2025年1月、兵庫維新の会幹事長に就任。

## 政治活動家として（国際交流）
芦屋市の姉妹都市、アメリカ合衆国・モンテベロ市との学生親善施設事業に長年尽力。
また、芦屋市議会議員時代から現在の兵庫県議会議員まで一貫して台湾との交流を支援。芦屋市議会日台交流議員連盟副会長を歴任。

## 人物
- 県立芦屋高校同窓会あしかび会 副会長
- 立命館大学兵庫県校友会 理事
- 全国災害ボランティア議員連盟 議員
- 認定NPO法人芦屋市国際交流協会 国際事業委員
- 日台親善兵庫県議会議員連盟 会員
- 芦屋市スカウト育成会 特別会員
- 芦屋ユネスコ協会 協会員
- 芦屋動物愛護協会 協会員
- ひょうご地域安全まちづくり推進員